# Голем

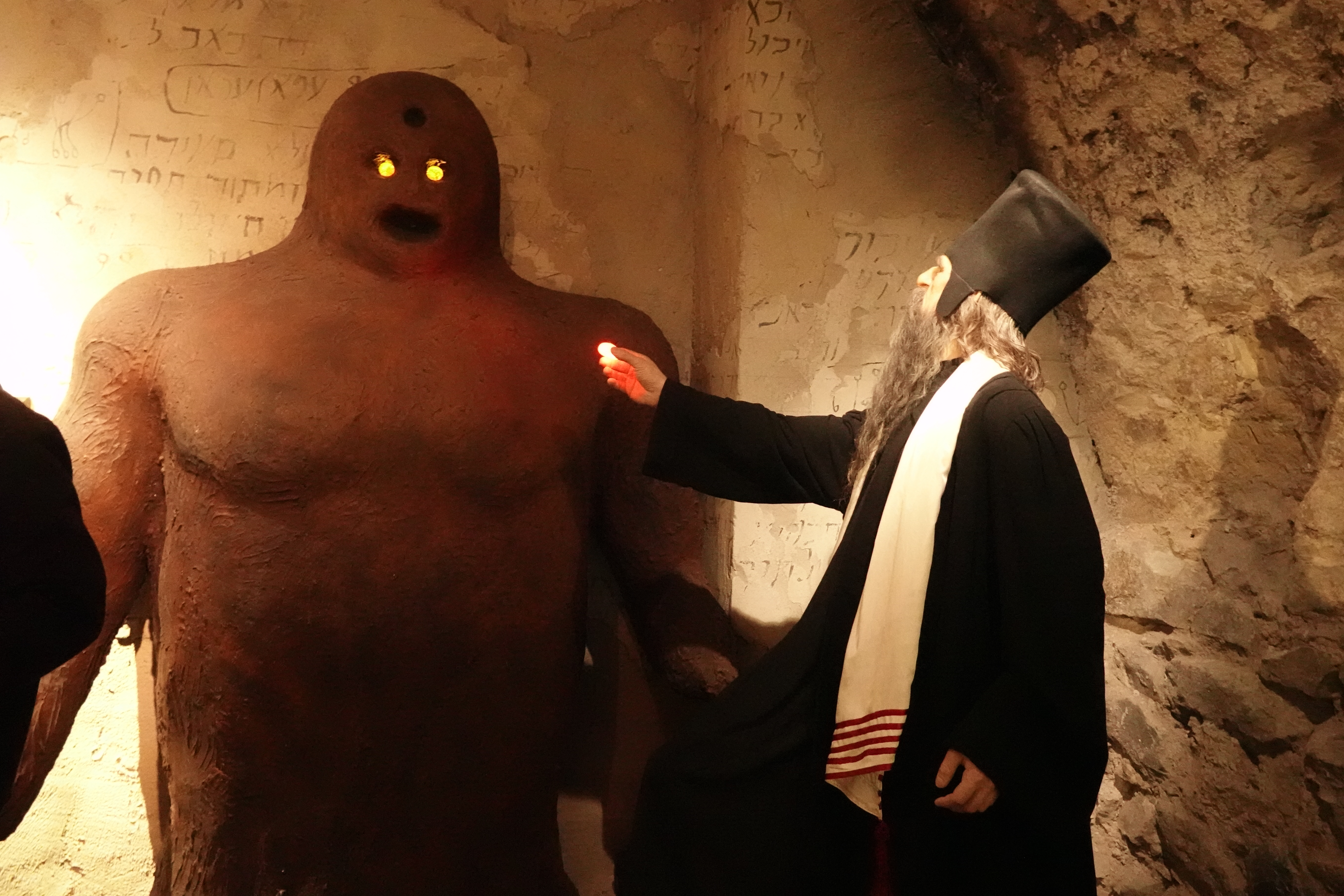
Скульптура голема та його творця, рабина Бецалеля, в музеї мадам Тюссо

Голе́м або Ґоле́м (івр. גּוֹלֶם: /ґоле́м/) — персонаж єврейської міфології, легендарна людиноподібна істота, штучно створена із неживої матерії (зазвичай глини) рабинами-кабалістами у Празі. Глиняна статуя буцімто оживала під дією написаного закляття й могла виконувати доручення. Створення голема була наслідуванням створення людини Богом. У легендах часто описується як ця штучна істота виходить з-під влади свого творця та гине, забравши його життя.
У сучасній масовій культурі голем часто зображається як створений магією аналог робота.

## Етимологія
Слово «ґалмі» у псалмі 139:16 Книги Псалмів означає неоформлену людину, Адама до того, як Бог вдихнув у нього життя. У пізніх мідрашах сказано, що Адам спочатку був големом, тілом без душі.
У сучасному івриті також вживається слово «ґойлем» — «млявий, заціпенілий».

## Голем у легендах

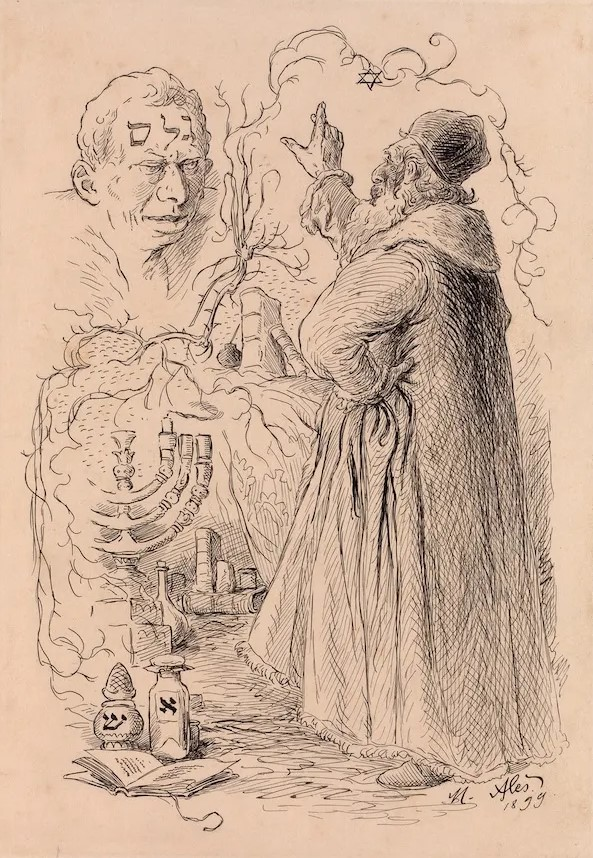
Бецалель і голем.

Єврейська містична книга «Сефер Єціра» стверджує, що людина може стати «меншим творцем», користуючись священними словами. Оскільки Бог почав створення світу зі слова, то людина здатна повторити Його дії в меншому розмірі. Подекуди таким словом вказується тетраграматон, особливо «יהוה». Існують містичні інструкції зі створення голема, що передбачають використання глини з неораної землі, «живої води» та виліплення з них 221 частини тіла й органів. Потім потрібно скласти частини докупи, промовляючи літери єврейського алфавіту. Інші поради вказують, що голема слід оживляти, виконуючи навколо нього танець. Зазначається також, що створити голема може тільки праведник — цадик.
У ранніх оповідях голем постає як ідеальний слуга, слухняна штучна людина, зроблена з глини. Щоб оживити її, рабин повинен був вкласти йому до рота папір (пергамент) з написаними літерами, або прикріпити напис до його голови. Іноді з цих літер слід було скласти таємне ім'я Бога чи слово «емет» — «істина». Проте голем надто буквально виконує накази, обертаючи отримані доручення на шкоду своєму власнику. Створення голема приписувалося пророкам Аврааму (III тис. до н. е.) та Єремії (VII ст. до н. е.), а також різним рабинам.
Вельми поширена єврейська легенда, що виникла в Празі, про штучну людину, створеному з глини для виконання різних «чорних» робіт, важких доручень, які мають значення для єврейської громади, і головним чином для запобігання кривавого наклепу шляхом своєчасного втручання та викриття. Легенда про рабина Єгуду Бецалеля розповідає як той створив голема саме з цією метою. Але голем перестав його слухатися і рабин мусив його знищити. Згідно з іншою версією голем убив свого творця. Часом додається, що нерухомий голем потім ще століттями зберігався на горищі синагоги.

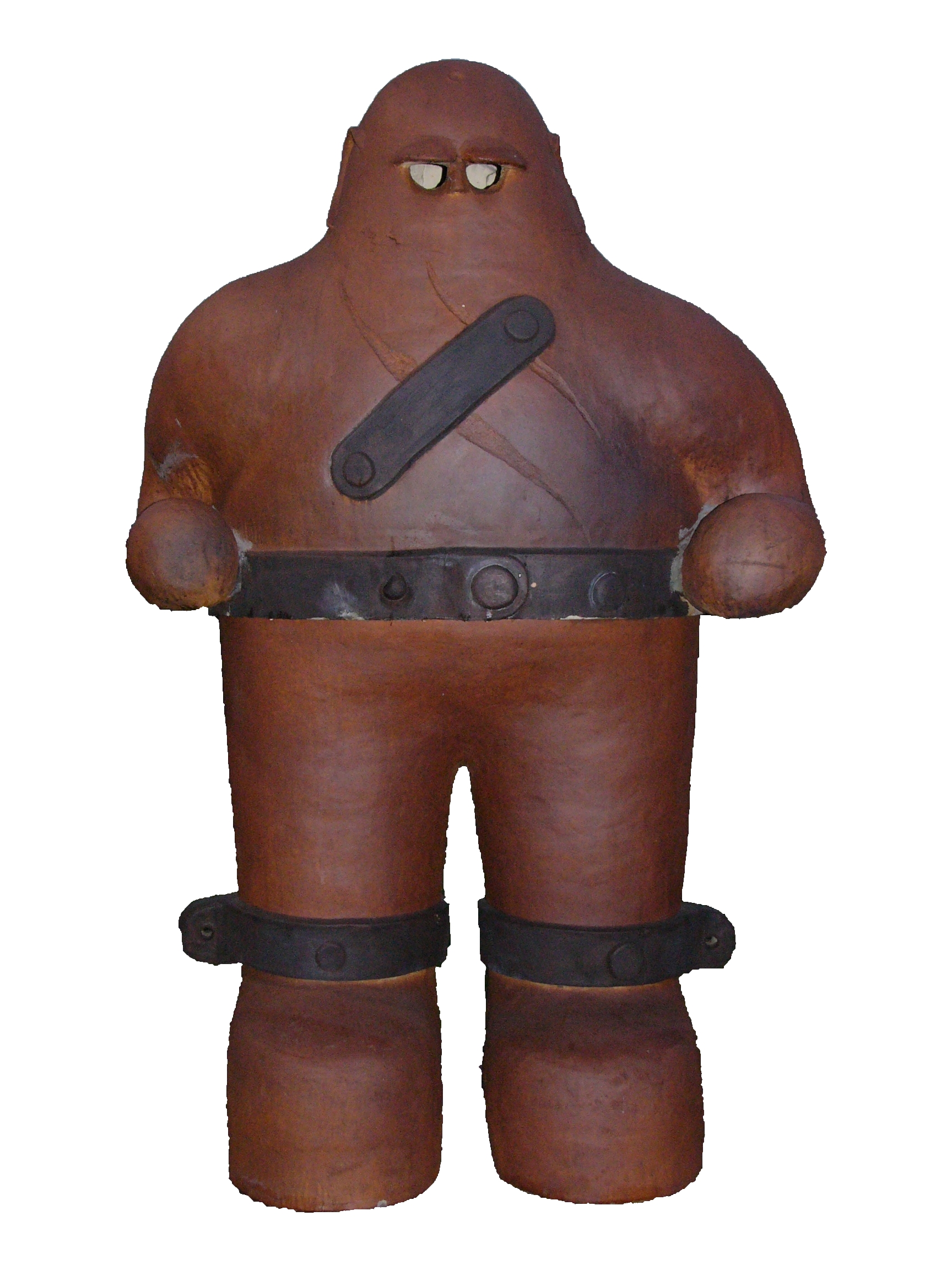
Фігурка голема

Існує легенда про створення голема рабином Равою. Він зробив штучну людину та послав її до іншого рабина, Зейри. Той впізнав у големі творіння Рави та наказав йому розсипатися на пил.
Големи переважно описуються як чоловіки, але й згадки про големів-жінок. Андалузький поет і філософ Соломон ібн Габіроль нібито створив служницю-голема, щоб вона готувала йому їжу та вела господарство. Містичний текст XVI століття «Шней Лухот Ха-Бріт» рабина Ісаї Горовіца розповідає про створення «прекрасно мовчазної» жінки-голема для сексуальних стосунків. Коли рабина Горовіца звинуватили в розпусті, він сказав на свій захист, що голем не є нащадком іншої людини, а тому секс із ним не є гріхом. Крім того є згадки про рабинів, які вміли створювати ягнят, втричі менших за звичайних, для приготування страв на шабат.
Деякі легенди описують, що голем спершу створюється маленьким, але постійно росте і стає більшим за будинок. Рабин Еліяху, зрозумівши яку загрозу це становить, стер із чола створеного ним голема літери. Тоді голем розвалився і вбив чи поранив рабина.

## У популярній культурі

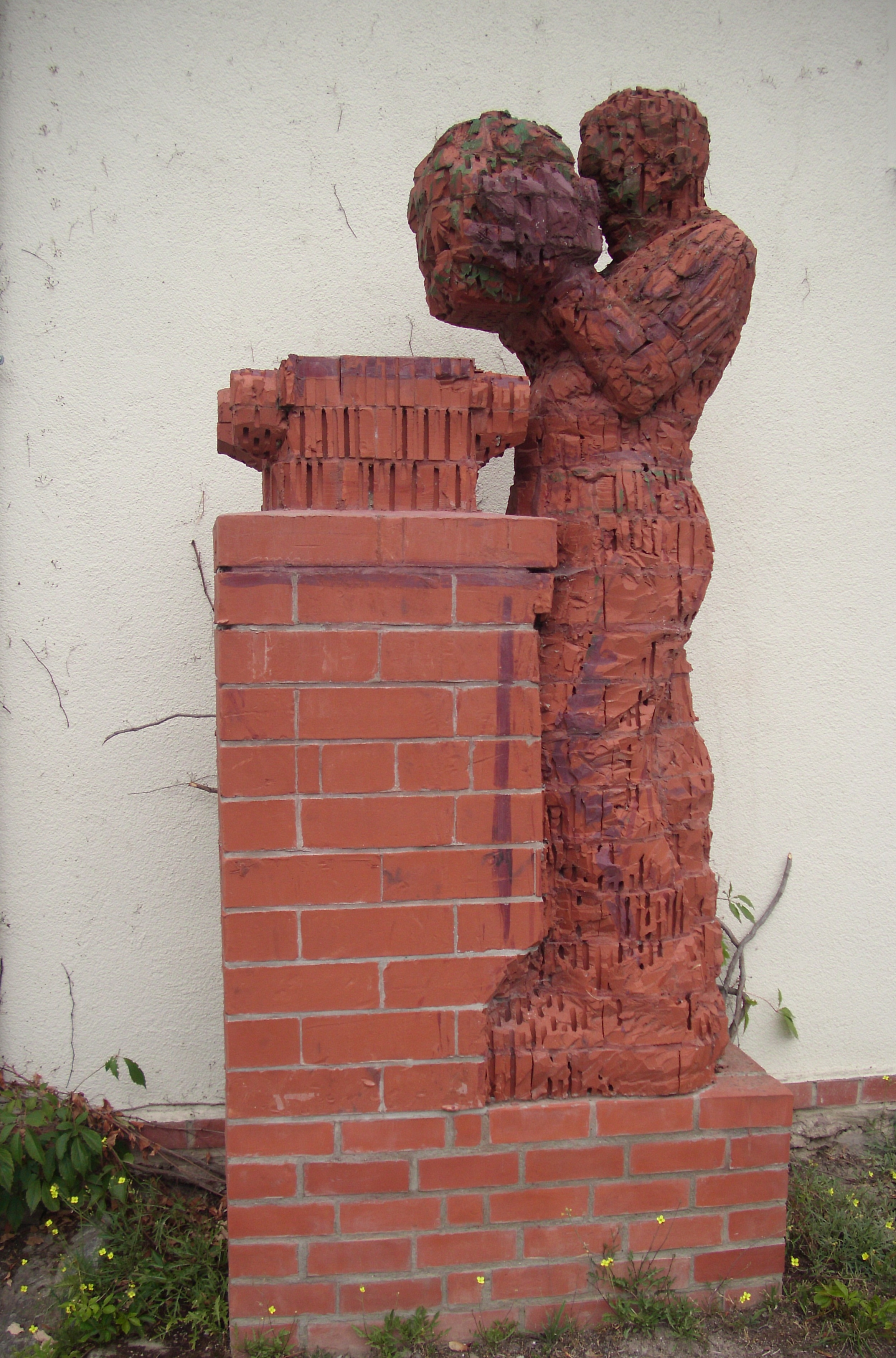
Скульптура голема у Зіверсдорфі

Ймовірно, легенди про голема надихнули Мері Шеллі на написання роману «Франкенштейн, або Сучасний Прометей» (1818) та Карела Чапека на п'єсу «Р.У.Р.» (1920). Айзек Азімов називав роботів і чудовисько Франкенштейна прямими наступниками голема. Він розробив свої закони робототехніки як спосіб запобігти руйнівній поведінці роботів, яку проявляв легендарний голем. Іноді голем вказується прототипом ідеї робота поряд з механічними слугами, створеними Гефестом, і Талосом.
Фільм жахів німецького режисера Пауля Вегенера «Голем: Як він прийшов у світ» (1920), переосмислив історію рабина Бецалеля таким чином, що нестримний голем, який опинився під чужою владою, втілює загрози для повоєнної Німеччини.
П'єса єврейського поета Гальперна Лейвіка «Дер Ґойлем» (1921) змальовує голема, що почувається безсилим врятувати євреїв і врешті божеволіє.
У червні 1948 року, на церемонії присяги першої групи солдатів Армії оборони Ізраїлю, Моше Шарет, міністр закордонних справ тимчасового уряду, назвав Лігу арабських держав големом, створеним британцями. Ізраїльський журналіст Гілель Данзіл у щоденній газеті «Давар» писав, що «арабський голем» був «реінкарнацією попереднього нацистського монстра».
У фентезійних творах голем може поставати як у своєму класичному образі та пов'язуватися з Прагою, так і існувати окремо від єврейських легенд як своєрідний механічний робот або штучна істота.
Вигляд супергероя Істоти з Фантастичної четвірки (перша поява в 1961 році) натхненний образом голема. Так само голем слугував основою для розробки вигляду Галка.
Британський фільм жахів «Воно» (1967) показує як голем стає інструментом злочинця. Епізод мультсеріалу «Гаргульї» (1994—1997) описує подорож до Праги, де чоловік намагається перенести свою душу в голема. В епізоді «Цілком таємно» 1997 року створений єврейською спільнотою голем, ідентичний за виглядом людині, стає знаряддям помсти. Подібно він зображений в мультсеріалі «Екстремальні мисливці на привидів» (1997), де рабин створює голема, який на свій розсуд починає розправлятися з вандалами. Гумористично легенда про голема обігрувалася в «Сімпсонах» (де Барт нацьковує його на директора своєї школи) і «Артурі» (де скрипаль створює голема в вигляді велетенського кролика).
Як різновид ворогів, големи, зроблені з різних матеріалів, присутні у настільній грі Dungeons & Dragons. Вони вирізняються високим спротивом до магії. Тут голем може складатися як з неживої, так і з органічної матерії.
Голем присутній як військова одиниця в серії покрокових стратегій Heroes of Might and Magic. У другій частині в замку Чародіїв гравець може найняти залізних і сталевих големів. У третій частині в місті Башта доступні кам'яні та залізні големи, а в п'ятій у Академії наймаються залізні, сталеві та магнетичні. Големи присутні в інших відеоіграх, як Minecraft та Clash of Clans.
Назву «Голем Алеф» (Golem אׇ֫לֶף) отримав ізраїльський комп'ютер, збудований у 1965 році.